# But Not for Me (film)
But Not for Me is een Amerikaanse filmkomedie uit 1959 onder regie van Walter Lang. De film werd destijds in Nederland uitgebracht onder de titel De secretaresse van meneer.

## Verhaal
Russell Ward zet na 30 jaar een punt achter zijn carrière als producent op Broadway. Als hij zijn secretaresse Ellie Brown ontslaat, biecht ze Russell op dat ze verliefd is op hem. Hij besluit dat incident te verwerken in zijn allerlaatste productie met Ellie in de hoofdrol.

## Rolverdeling
| Acteur         | Personage          |
| -------------- | ------------------ |
| Clark Gable    | Russell Ward       |
| Carroll Baker  | Ellie Brown        |
| Lilli Palmer   | Kathryn Ward       |
| Lee J. Cobb    | Jeremiah MacDonald |
| Barry Coe      | Gordon Reynolds    |
| Thomas Gomez   | Demetrios Bacos    |
| Charles Lane   | Al Atwood          |
| Wendell Holmes | Miles Montgomery   |
| Tom Duggan     | Roy Morton         |